# Mittköping
Mittköping är en fiktiv svensk kommun byggd på Mediawiki. Syftet är att försöka beskriva hur en ”perfekt” kommun kan organiseras och arbeta, med fokus på att använda digitaliseringen som hävstång för att höja effektiviteten och öka kvaliteten. Utgångsläget har skapats gemensamt av representanter från 20 kommuner och SKL, inom ramen för det av Vinnova finansierade programmet LEDA för smartare välfärd. 
Allt material i wikin, liksom det underliggande arbetsmaterialet är tillgängligt under Creative Commons och avsikten är att det kollaborativa arbetet ska fortsätta på ett öppet och transparent sätt, även utanför programmets ram. 